# Causale adequaatheid
Causale adequaatheid is het criterium dat er een statistische waarschijnlijkheid moet zijn tussen oorzaak en gevolg, een opeenvolging van gebeurtenissen waarvan uit ervaring bekend is dat deze zich bij herhaling voordoet. Men doet dus een kansuitspraak over die oorzaak-gevolgrelatie. Een verklaring is causaal adequaat als een vanuit ervaringen verkregen generalisering een statistisch aannemelijke oorzakelijkheid of causaal verband heeft. Met zinadequaatheid beschouwde socioloog Max Weber dit als noodzakelijk voor goed sociologisch onderzoek. Een gemaakt verband is zinadequaat als het als zinvol wordt ervaren.
Causale adequaatheid wordt vooral nagestreefd in het positivisme waar de nadruk wordt gelegd op het veralgemenen. Voor sociologen die zich richten op de verstehende of interpretatieve methode is zinadequaatheid van groter belang. Anderen combineren beide criteria.
Met causale en zinadequaatheid wordt een wetenschappelijke methode nagestreefd die verschilt van die van de natuurwetenschappen. Dit verschil is noodzakelijk omdat de onderzoeker in de sociale wetenschappen deel blijft uitmaken van de onderzochte samenleving. Daarnaast is causaliteit sterk verbonden met de betekenis die de actor geeft aan gedrag, handelen en interactie. Weber bouwde daarbij op Kries die niet de nadruk legde op het ontwikkelen van wetten zoals in de natuurwetenschappen, maar op betekenis en waarden. Het onderzoek naar de achterliggende motivatie bij handelingen vertoond parallellen met juridische argumentatie.